# Limnephilus sibiricus
Limnephilus sibiricus là một loài Trichoptera trong họ Limnephilidae. Chúng phân bố ở miền Cổ bắc.